# Antarctandes

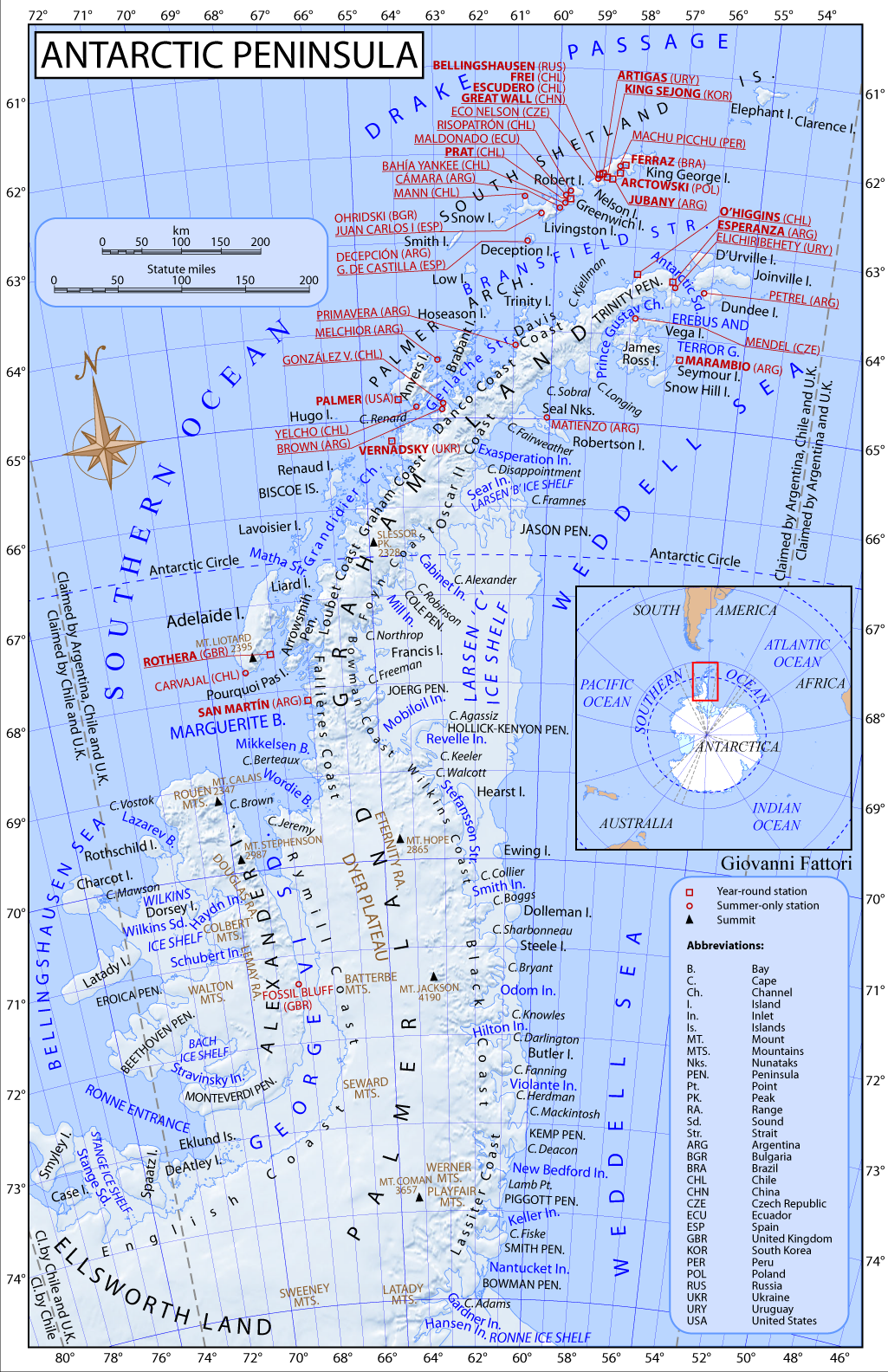
Karte der Antarktischen Halbinsel mit dem Verlauf der Antarctandes in Grahamland und Palmerland

Die Antarctandes (spanisch: Antartandes), auch bekannt als die Kordillere der Antarktischen Halbinsel, ist ein Gebirgszug im Norden der Antarktischen Halbinsel in den Regionen Grahamland und Palmerland in der Antarktis und wird mitunter als Teil eines transkontinentalen Systems betrachtet.

## Geologie
Einige Geologen betrachten die Antarctandes als südlichste Fortsetzung des Andensystems. Nach dieser Theorie beginnen die Anden an der Grenze zwischen Kolumbien und Venezuela, verlaufen entlang der Westküste Südamerikas und setzen sich nach Osten von Feuerland unter dem Atlantik als submariner Scotia-Bogen fort. Dieser taucht stellenweise wieder auf, unter anderem in den Shag Rocks, auf Südgeorgien und den Südlichen Sandwichinseln, den Südlichen Orkneyinseln und den Südlichen Shetlandinseln, bevor er schließlich auf der Antarktischen Halbinsel wieder erscheint. Chile bezeichnet die Halbinsel als „Tierra de O’Higgins“, Argentinien als „Tierra de San Martín“.

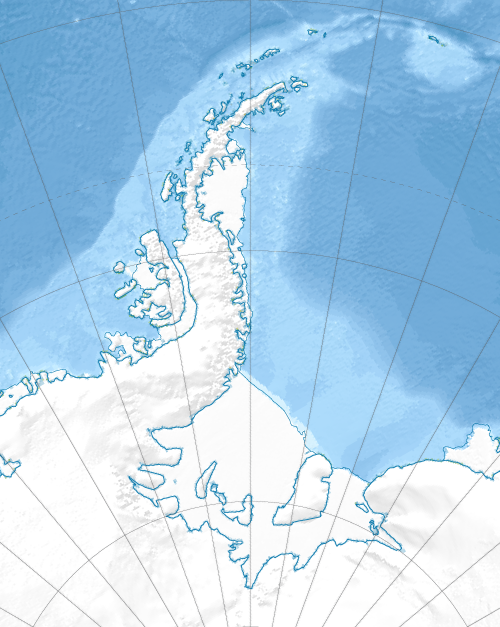
Reliefkarte der Antarctandes im Norden der Antarktischen Halbinsel

## Geographie
Der höchste Berg der peninsularen Antarctandes ist der Mount Hope mit 3239 Metern in der Eternity Range im Palmerland.
Südwestlich setzen sich die Antarctandes in den Ellsworth Mountains fort, dem höchsten Gebirge der Antarktis, das großteils von Gletschern bedeckt ist. Von dort verlaufen sie weiter über die Whitmore Mountains zu den Königin-Maud-Bergen. Anschließend folgen die Antarctandes der Westküste des Rossmeers bis zum Kap Adare. Das große transkontinentale Transantarktische Gebirge teilt sich den Abschnitt zwischen Kap Adare und Königin-Maud-Gebirge mit den Antarctandes, verläuft dann jedoch weiter östlich entlang der Küste des Weddellmeers. Südöstlich der Antarktischen Halbinsel erstreckt sich das Antarktische Plateau bis zum Südpol.
Die Antarctandes bilden somit einen über 5000 Kilometer langen bogenförmigen Gebirgszug entlang des Südrands des Pazifischen Feuerrings.
Der Bereich der peninsularen Antarctandes wird territorial beansprucht von Argentinien (für das Argentinische Antarktisgebiet), Chile (für das Chilenische Antarktisterritorium) und vom Vereinigten Königreich (als Britisches Antarktis-Territorium). Alle Ansprüche sind gemäß Artikel 4 des Antarktisvertrags aus den 1960er Jahren eingefroren.